# Seraphim Znamensky
Seraphim Znamensky (en russe : Серафи́м Ива́нович Знáменский), né le 4 septembre 1906 à Ramensky dans l'Empire russe et mort le 7 mai 1942 à Moscou en URSS, est un athlète soviétique, spécialiste des courses de fond et de demi-fond. Il a été de multiples fois champion national dans son pays de 1935 à 1940 et détenteur de multiples records.

## Biographie

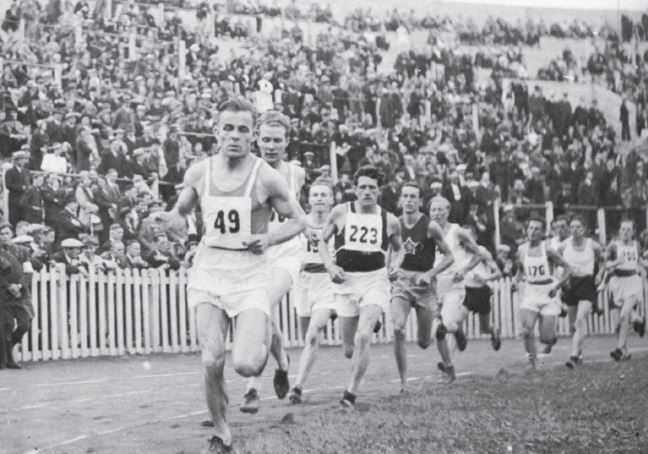
Seraphim Znamensky (numéro 223) vainqueur du 5000 m de l'Olympiades ouvrières à Anvers en 1937. Le Finlandais Valto Salmi porte le 49.

Seraphim Znamensky est le frère du coureur Georgy Znamensky (1903-1946) qui seront, tout au long de leurs vies, partenaires d'entrainement et rivaux sur les pistes dès leurs débuts communs en 1932. Seraphim Znamensky obtient cependant de meilleurs résultats en compétition, gagnant notamment à trois reprises le Cross de L'Humanité en France, seule compétition internationale à laquelle il est autorisé à participer, l'Union soviétique n'étant pas membre de la fédération internationale d'athlétisme. Bien que parmi les athlètes les plus célèbres de leur pays, ils n'étaient pas des athlètes professionnels – l'URSS n'autorisant pas ce statut – et ont été officiellement durant leur carrière des étudiants à l'Institut de médecine Mikhailov,. Il met fin à sa carrière en 1940, et est engagé dans la Deuxième Guerre mondiale comme personnel de santé.
Apprenant la mort de sa mère en 1942, Seraphim Znamensky se serait suicidé ; Georgy Znamensky meurt quant à lui d'un cancer en 1946.
Après leur décès, l'union des athlètes russes crée en leur souvenir en 1949 le Mémorial Znamensky, une compétition d'athéltisme en extérieur organisée dans la ville de Joukovski chaque année. En 1958, cette compétition prend un statut international et devient l'une des compétitions majeures de l'International Association of Athletics Federations (IAAF)..

## Palmarès
- Vainqueur Cross de L'Humanité en 1935, 1937 et 1938[6],[7]
- Vainqueur du 5 000 m des Olympiades ouvrières d'été de 1937 à Anvers